# Protesilaus telesilaus
Espèce
Protesilaus telesilaus est une espèce d'insectes lépidoptères (papillons) de la famille des Papilionidae, de la sous-famille des Papilioninae et du genre Protesilaus.

## Taxonomie
Protesilaus telesilaus a été décrit par Cajetan Freiherr von Felder et Rudolf Felder en 1864 sous le nom de Papilio telesilaus.
Synonyme : Eurytides telesilaus.

### Sous-espèces
- Protesilaus telesilaus telesilaus ; présent en Colombie, au Venezuela et au Brésil.
- Protesilaus telesilaus dolius (Rothschild & Jordan, 1906) ; présent à Panama, à Trinité-et-Tobago, en Colombie et en Équateur[2].
- Protesilaus telesilaus salobrensis (d'Almeida, 1941) ; présent au Brésil.
- Protesilaus telesilaus vitellus Fruhstorfer, 1907 ; présent au Brésil[1].

### Noms vernaculaires
Il se nomme Telesilaus Kite Swallowtail en anglais,.

## Description
Protesilaus telesilaus est un grand papillon blanc orné de fines lignes marron, caractérisé par, sur chaque aile postérieure une très grande queue et une lunule rouge en position anale.

## Écologie et distribution
Il est présent à Panama, en Colombie, en Équateur, en Bolivie, au Venezuela, à Trinité-et-Tobago, au Pérou, au Paraguay et au Brésil,,.

### Protection
Pas de statut de protection particulier.